# افق: یک حماسه آمریکایی - بخش ۱
افق: یک حماسه آمریکایی - بخش یک (به انگلیسی: Horizon: An American Saga – Chapter 1) یک فیلم حماسی و وسترن آمریکایی محصول سال ۲۰۲۴ به کارگردانی، نویسندگی و تهیه‌کنندگی کوین کاستنر است. این اثر نخستین قسمت از فیلم‌های افق به شمار می‌رود و بازیگرانی چون کاستنر، سیه‌نا میلر، سم ورثینگتون و جووانی ریبیسی به همراه جنا مالون، ابی لین، مایکل روکر، دنی هوستون، لوک ویلسون، ایزابل فورمن، جفری‌دیوید فاهی در آن نقش‌آفرینی دارند.
بخش ۱ در ۱۹ مه ۲۰۲۴ در هفتاد و هفتمین جشنواره فیلم کن به نمایش درآمد و در ۲۸ ژوئن ۲۰۲۴ در ایالات متحده اکران شد. این فیلم با نقدهای گوناگونی از منتقدان روبرو شد و ۳۵ میلیون دلار در سراسر جهان فروخت و به یک ناامیدی در گیشه تبدیل شد. علیرغم استقبال ضعیف از فیلم، فیلم با بخش ۲ ادامه یافت که نخستین نمایش جهانی آن در هشتاد و یکمین جشنواره جهانی فیلم ونیز بود و قرار است در تاریخ نامشخصی در پایان سال ۲۰۲۴ اکران شود.

## ساخت
فیلمبرداری قسمت اول در ۲۹ اوت ۲۰۲۲ در جنوب یوتا آغاز شد، در نوامبر به پایان رسید. فیلمبرداری قسمت دوم در می ۲۰۲۳ آغاز شد.

## داستان
داستان در دوره‌های قبل و بعد از جنگ داخلی آمریکا (سال ۱۸۵۹) رخ می‌دهد و رویدادهایی را که به گسترش غرب آمریکا منجر شدند، به تصویر می‌کشد. فیلم به تاریخ پر تلاطم این دوره پرداخته و داستان‌هایی از تلاش‌ها، مبارزات و امیدهای مردم را روایت می‌کند. هر شخصیت در این داستان نقشی کلیدی دارد که به پویایی و عمق فیلم می‌افزاید.

## بازخوردها
- یک حماسه آمریکایی - قسمت یکم ۲۹ میلیون دلار در ایالات متحده و کانادا و ۷٫۱ میلیون دلار در سایر مناطق به دست آورد که مجموعاً ۳۶٫۱ میلیون دلار در سراسر جهان است.
- در متاکریتیک، ۴۵ منتقد، امتیاز ۴۸ از ۱۰۰ را به این فیلم دادند.
- تماشاگران در سینماسکور به فیلم نمره متوسط «B–» در مقیاس A+ تا F دادند.